# Gand-Wevelgem 2018
Le Gand-Wevelgem est la 80e édition de cette course cycliste masculine sur route. Il a lieu le 25 mars 2018, principalement dans la province de Flandre-Occidentale, en Belgique, et fait partie du calendrier UCI World Tour 2018 en catégorie 1.UWT. Il est remporté par le coureur slovaque Peter Sagan, de l'équipe Bora-Hansgrohe, qui devance au sprint l'Italien Elia Viviani (Quick-Step Floors) et le Français Arnaud Démare (FDJ-Groupama). C'est la troisième victoire de Peter Sagan sur cette course.

## Présentation
Gand-Wevelgem connaît en 2018 sa 80e édition. Elle est organisée par le vélo club Het Vliegend Wiel et fait partie du calendrier de l'UCI World Tour depuis 2006.

### Équipes
Gand-Wevelgem faisant partie du calendrier UCI World Tour, les dix-huit « World Teams » y participent. Sept équipes continentales professionnelles ont reçu une invitation : les équipes belges Sport Vlaanderen-Baloise, Wanty-Groupe Gobert, Verandas Willems-Crelan et WB-Aqua Protect-Veranclassic, les équipes françaises Cofidis et Vital Concept, et l'équipe néerlandaise Roompot-Nederlandse Loterij.
| WorldTeams (18)- BMC Racing Team - Bora-Hansgrohe - Lotto Soudal - Quick-Step Floors - AG2R La Mondiale - Astana - Bahrain-Merida - EF Education First-Drapac p/b Cannondale - Groupama-FDJ - Movistar Team - Mitchelton-Scott - Dimension Data - Katusha-Alpecin - Lotto NL-Jumbo - Sky - Team Sunweb - Trek-Segafredo - UAE Team Emirates Équipes continentales professionnelles (7)- Sport Vlaanderen-Baloise - Wanty-Groupe Gobert - Vérandas Willems-Crelan - WB-Aqua Protect-Veranclassic - Cofidis, Solutions Crédits - Roompot-Nederlandse Loterij - Vital Concept |
| |

### Parcours
Le parcours est très similaire à celui de l'année précédente. Le départ est donné sur la Grand-Place de Deinze et l'arrivée est jugée à Wevelgem, sur la Vanackerestraat, après 251 km. Après Deinze, le peloton se dirige vers l'ouest et passa par les communes de Tielt, Torhout, Gistel, Nieuport, Furnes et la région marécageuse de Moëres. Il longe ensuite la frontière franco-belge puis la franchit à Boeschepe. En France, la course franchit notamment le mont des Cats, le mont Noir à deux reprises (côtes du Ravel Put et de la Blanchisserie) puis la Ravensberg pour revenir en Belgique par Dranoutre. Le Baneberg (nl) et le mont Kemmel sont empruntés une première fois, suivis du Monteberg (nl). La course passe ensuite par Messines, dans la province de Hainaut, pour revenir vers le Baneberg et le mont Kemmel, franchi par un autre versant. Il reste alors 34 km à parcourir pour rejoindre Wevelgem.
Le parcours emprunte à nouveau trois plugstreets, « petits chemins étroits, sinueux, et en semi dur », ajouté en 2017 afin de commémorer le cessez-le-feu de Noël en 1914 et pour rendre hommage aux victimes de la Première Guerre mondiale dans les Flandres.
Onze monts sont au programme de cette édition, dont certains recouverts de pavés :
| Mont | Nom                                  | Km    | Revêtement | Longueur (m) | Pente moyenne | Pente maxi | Km de l'arrivée |
| ---- | ------------------------------------ | ----- | ---------- | ------------ | ------------- | ---------- | --------------- |
| 1    | Mont des Cats                        | 136,7 |            |              | %             | %          | 113,6           |
| 2    | Mont Kokereel (nl)                   | 140,2 |            |              | %             | %          | 110,1           |
| 3    | Vert Mont (nl)                       | 142,5 |            |              | %             | %          | 107,8           |
| 4    | Mont Noir - Côte du Ravel Put        | 144,8 |            |              | %             | %          | 105,5           |
| 5    | Mont Noir - Côte de la Blanchisserie | 150,0 |            |              | %             | %          | 100,3           |
| 6    | Ravensberg                           | 156,5 |            |              | %             | %          | 93,8            |
| 7    | Baneberg (nl)                        | 167,6 |            |              | %             | %          | 82,7            |
| 8    | Mont Kemmel - Belvedère              | 175,6 |            |              | %             | %          | 74,7            |
| 9    | Monteberg (nl)                       | 179,6 |            |              | %             | %          | 70,7            |
| 10   | Baneberg (nl)                        | 211,4 |            |              | %             | %          | 38,9            |
| 11   | Mont Kemmel - Ossuaire               | 216,0 |            |              | %             | %          | 34,3            |

### Prix
Gand-Wevelgem attribue les prix suivants aux vingt premiers coureurs, pour un total de 40 000 € :
| Position | 1er      | 2e      | 3e      | 4e      | 5e      | 6e      | 7e      | 8e    | 9e    | 10e à 20e |
| Prix     | 16 000 € | 8 000 € | 4 000 € | 2 000 € | 1 600 € | 1 200 € | 1 100 € | 800 € | 400 € | 400 €     |

## Déroulement de la course
Une échappée se forme après une demi-heure de course, à l'initiative de Brian van Goethem (Roompot-Nederlandse Loterij) et José Gonçalves (Katusha-Alpecin), rejoints ensuite par Frederik Frison (Lotto-Soudal), Filippo Ganna (UAE Team Emirates) Jimmy Duquennoy (WB Aqua Protect Veranclassic) et Jan-Willem van Schip (Roompot-Nederlandse Loterij). Leur avance culmine à neuf minutes après 70 km pour descendre à cinq dans les premiers monts.
Le passage du premier des trois plugstreets voit l'équipe BMC accélérer en tête du peloton. L'avance des échappés passe à trois minutes, tandis que le peloton est réduit de moitié après les trois plugstreets. Jelle Wallays (Lotto-Soudal) attaque peu après, suivi par Matteo Trentin (Mitchelton-Scott) et Zdenek Stybar (Quick-Step Floors). Ils sont rapidement repris, avant qu'un groupe de quatre coureurs ne sorte du peloton, composé à nouveau de Jelle Wallays, Julien Vermote (Dimension Data), Vyacheslav Kuznetsov (Katusha-Alpecin) et Alex Kirsch (WB Aqua Protect Veranclassic). Ces coureurs parviennent à rattraper les échappés peu avant la deuxième ascension du mont Kemmel.
Philippe Gilbert attaque peu avant cette dernière côte mais « bloque » dans la pente et est repris par le peloton, avant Sep Vanmarcke à sa tête. Un groupe de 23 coureurs sort du mont Kemmel et revient sur les échappés pour former un groupe de tête d'une trentaine de coureurs. Derrière eux, Alexander Kristoff et John Degenkolb sont les principaux piégés. Les coureurs de l'équipe Quick-Step, Philippe Gilbert, Yves Lampaert  et Zdenek Stybar, ainsi que de Roompot, assurent des relais afin que ceux-ci ne reviennent pas. Dans le final, les deux coureurs de Roompot et Sp Vanmarcke attaquent en vain.
La victoire est disputée au sprint au sein de ce groupe. Peter Sagan lance son sprint le premier, sur le côté gauche de la route, et part s'imposer sans difficulté. Elia Viviani, enfermé à droite dans la roue d'Arnaud Démare, échoue à la deuxième place et frappe son guidon en passant la ligne d'arrivée, devant Démare.

## Classements

### Classement final
| \| Classement général \| Classement général \| Classement général \| Classement général \| Classement général \| \| Coureur \| Coureur \| Pays \| Équipe \| Temps \| \| ------------------ \| -------------------- \| ------------------ \| --------------------------- \| ------------------ \| \| 1er \| Peter Sagan \| Slovaquie \| Bora-Hansgrohe \| 5 h 53 min 37 s \| \| 2e \| Elia Viviani \| Italie \| Quick-Step Floors \| + 0 s \| \| 3e \| Arnaud Démare \| France \| Groupama-FDJ \| + 0 s \| \| 4e \| Christophe Laporte \| France \| Cofidis, Solutions Crédits \| + 0 s \| \| 5e \| Jens Debusschere \| Belgique \| Lotto-Soudal \| + 0 s \| \| 6e \| Oliver Naesen \| Belgique \| AG2R La Mondiale \| + 0 s \| \| 7e \| Matteo Trentin \| Italie \| Mitchelton-Scott \| + 0 s \| \| 8e \| Zdeněk Štybar \| Tchéquie \| Quick-Step Floors \| + 0 s \| \| 9e \| Jasper Stuyven \| Belgique \| Trek-Segafredo \| + 0 s \| \| 10e \| Wout van Aert \| Belgique \| Verandas Willems-Crelan \| + 0 s \| \| 11e \| Sacha Modolo \| Italie \| EF Education First-Drapac \| + 0 s \| \| 12e \| Jan-Willem van Schip \| Pays-Bas \| Roompot-Nederlandse Loterij \| + 0 s \| \| 13e \| Michael Matthews \| Australie \| Team Sunweb \| + 0 s \| \| 14e \| Greg Van Avermaet \| Belgique \| BMC Racing Team \| + 0 s \| \| 15e \| Julien Vermote \| Belgique \| Dimension Data \| + 0 s \| |                      |           |                             |                 |
| |                      |           |                             |                 |
| Source : ProCyclingStats |                      |           |                             |                 |
| Classement général |                      |           |                             |                 |
| Coureur | Coureur              | Pays      | Équipe                      | Temps           |
| 1er | Peter Sagan          | Slovaquie | Bora-Hansgrohe              | 5 h 53 min 37 s |
| 2e | Elia Viviani         | Italie    | Quick-Step Floors           | + 0 s           |
| 3e | Arnaud Démare        | France    | Groupama-FDJ                | + 0 s           |
| 4e | Christophe Laporte   | France    | Cofidis, Solutions Crédits  | + 0 s           |
| 5e | Jens Debusschere     | Belgique  | Lotto-Soudal                | + 0 s           |
| 6e | Oliver Naesen        | Belgique  | AG2R La Mondiale            | + 0 s           |
| 7e | Matteo Trentin       | Italie    | Mitchelton-Scott            | + 0 s           |
| 8e | Zdeněk Štybar        | Tchéquie  | Quick-Step Floors           | + 0 s           |
| 9e | Jasper Stuyven       | Belgique  | Trek-Segafredo              | + 0 s           |
| 10e | Wout van Aert        | Belgique  | Verandas Willems-Crelan     | + 0 s           |
| 11e | Sacha Modolo         | Italie    | EF Education First-Drapac   | + 0 s           |
| 12e | Jan-Willem van Schip | Pays-Bas  | Roompot-Nederlandse Loterij | + 0 s           |
| 13e | Michael Matthews     | Australie | Team Sunweb                 | + 0 s           |
| 14e | Greg Van Avermaet    | Belgique  | BMC Racing Team             | + 0 s           |
| 15e | Julien Vermote       | Belgique  | Dimension Data              | + 0 s           |

### Classements UCI
Gand-Wevelgem distribue aux soixante premiers coureurs les points suivants pour le classement individuel de l'UCI World Tour (uniquement pour les coureurs membres d'équipes World Tour) et le Classement mondial UCI (pour tous les coureurs) :
| Position           | 1er | 2e  | 3e  | 4e  | 5e  | 6e  | 7e  | 8e  | 9e  | 10e | 11e | 12e | 13e | 14e | 15e | 16e à 20e | 21e à 30e | 31e à 50e | 51e à 55e | 56e à 60e |
| Classement général | 500 | 400 | 325 | 275 | 225 | 175 | 150 | 125 | 100 | 85  | 70  | 60  | 50  | 40  | 35  | 30        | 20        | 10        | 5         | 3         |

#### Classements UCI World Tour à l'issue de la course
Ci-dessous, le classement individuel de l'UCI World Tour à l'issue de la course et du Tour de Catalogne qui se termine le même jour. Le vainqueur de Gand-Wevelgem, Peter Sagan, prend la deuxième place du classement, derrière Alejandro Valverde, vainqueur en Catalogne. Elia Viviani et Arnaud Démare, deuxième et troisième de la course, sont désormais quatrième  et cinquième du classement World Tour,.
| Rang | Coureur            | Équipe            | Points |
| ---- | ------------------ | ----------------- | ------ |
| 1er  | Alejandro Valverde | Movistar          | 1039   |
| 2e   | Peter Sagan        | Bora-Hansgrohe    | 951    |
| 3e   | Daryl Impey        | Mitchelton-Scott  | 861.57 |
| 4e   | Elia Viviani       | Quick-Step Floors | 817    |
| 5e   | Arnaud Demare      | Groupama-FDJ      | 792    |
| 6e   | Tiesj Benoot       | Lotto-Soudal      | 766    |
| 7e   | Simon Yates        | Mitchelton-Scott  | 760    |
| 8e   | Marc Soler         | Movistar          | 745    |
| 9e   | Michał Kwiatkowski | Sky               | 613.43 |
| 10e  | Vincenzo Nibali    | Bahrain-Merida    | 570    |

| Rang | Équipe            | Points  |
| ---- | ----------------- | ------- |
| 1er  | Quick-Step Floors | 3163    |
| 1er  | Mitchelton-Scott  | 3139.99 |
| 3e   | Movistar          | 2677    |
| 4e   | BMC Racing        | 2385.99 |
| 5e   | Bora-Hansgrohe    | 2333    |
| 6e   | Sky               | 2096.01 |
| 7e   | Bahrain-Merida    | 2067    |
| 8e   | Lotto-Soudal      | 1696    |
| 9e   | AG2R La Mondiale  | 1613    |
| 10e  | Astana            | 1404    |

## Liste des participants
- Liste de départ complète

| Légende | Légende                                                                    | Légende | Légende                                                    |
| ------- | -------------------------------------------------------------------------- | ------- | ---------------------------------------------------------- |
| Num     | Dossard de départ porté par le coureur sur ce Gand-Wevelgem                | Pos     | Position à l'arrivée de la course                          |
|         | Indique un maillot de champion national ou mondial, suivi de sa spécialité | NP      | Indique un coureur qui n'a pas pris le départ de la course |
| AB      | Indique un coureur qui n'a pas terminé la course                           | HD      | Indique un coureur qui a terminé la course hors des délais |

| BMC Racing BMC                    | BMC Racing BMC          | BMC Racing BMC |
| --------------------------------- | ----------------------- | -------------- |
| Num                               | Coureur                 | Pos            |
| 1                                 | Greg Van Avermaet (BEL) | 14e            |
| 2                                 | Jürgen Roelandts (BEL)  | 95e            |
| 3                                 | Alberto Bettiol (ITA)   | 121e           |
| 4                                 | Michael Schär (SUI)     | 65e            |
| 5                                 | Stefan Küng (SUI)       | 64e            |
| 6                                 | Jempy Drucker (LUX)     | 139e           |
| 7                                 | Francisco Ventoso (ESP) | 78e            |
| Directeur sportif : Fabio Baldato |                         |                |

| Bora-Hansgrohe BOH                   | Bora-Hansgrohe BOH        | Bora-Hansgrohe BOH |
| ------------------------------------ | ------------------------- | ------------------ |
| Num                                  | Coureur                   | Pos                |
| 11                                   | Peter Sagan (SVK)         | 1er                |
| 12                                   | Maciej Bodnar (POL)       | 142e               |
| 13                                   | Marcus Burghardt (GER)    | 18e                |
| 14                                   | Daniel Oss (ITA)          | 44e                |
| 15                                   | Juraj Sagan (SVK)         | 55e                |
| 16                                   | Andreas Schillinger (GER) | AB                 |
| 17                                   | Rüdiger Selig (GER)       | AB                 |
| Directeur sportif : Steffen Radochla |                           |                    |

| Lotto-Soudal LTS                  | Lotto-Soudal LTS       | Lotto-Soudal LTS |
| --------------------------------- | ---------------------- | ---------------- |
| Num                               | Coureur                | Pos              |
| 21                                | Moreno Hofland (NED)   | AB               |
| 22                                | Jasper De Buyst (BEL)  | 145e             |
| 23                                | Jens Debusschere (BEL) | 5e               |
| 24                                | Frederik Frison (BEL)  | 40e              |
| 25                                | Lars Bak (DEN)         | 59e              |
| 26                                | Marcel Sieberg (GER)   | 60e              |
| 27                                | Jelle Wallays (BEL)    | 41e              |
| Directeur sportif : Herman Frison |                        |                  |

| Quick-Step Floors QST                | Quick-Step Floors QST  | Quick-Step Floors QST |
| ------------------------------------ | ---------------------- | --------------------- |
| Num                                  | Coureur                | Pos                   |
| 31                                   | Philippe Gilbert (BEL) | 17e                   |
| 32                                   | Tim Declercq (BEL)     | 138e                  |
| 33                                   | Yves Lampaert (BEL)    | 20e                   |
| 34                                   | Elia Viviani (ITA)     | 2e                    |
| 35                                   | Florian Sénéchal (FRA) | 47e                   |
| 36                                   | Zdeněk Štybar (CZE)    | 8e                    |
| 37                                   | Niki Terpstra (NED)    | 39e                   |
| Directeur sportif : Wilfried Peeters |                        |                       |

| AG2R La Mondiale ALM              | AG2R La Mondiale ALM     | AG2R La Mondiale ALM |
| --------------------------------- | ------------------------ | -------------------- |
| Num                               | Coureur                  | Pos                  |
| 41                                | Oliver Naesen (BEL)      | 6e                   |
| 42                                | Gediminas Bagdonas (LTU) | 116e                 |
| 43                                | Rudy Barbier (FRA)       | 52e                  |
| 44                                | Nico Denz (GER)          | 102e                 |
| 45                                | Julien Duval (FRA)       | 61e                  |
| 46                                | Tony Gallopin (FRA)      | 146e                 |
| 47                                | Stijn Vandenbergh (BEL)  | 107e                 |
| Directeur sportif : Julien Jurdie |                          |                      |

| Astana AST                          | Astana AST                | Astana AST |
| ----------------------------------- | ------------------------- | ---------- |
| Num                                 | Coureur                   | Pos        |
| 51                                  | Laurens De Vreese (BEL)   | 74e        |
| 52                                  | Oscar Gatto (ITA)         | 143e       |
| 53                                  | Dmitriy Gruzdev (KAZ)     | 79e        |
| 54                                  | Hugo Houle (CAN)          | 73e        |
| 55                                  | Alexey Lutsenko (KAZ)     | 46e        |
| 56                                  | Magnus Cort Nielsen (DEN) | 24e        |
| 57                                  | Michael Valgren (DEN)     | 26e        |
| Directeur sportif : Lars Michaelsen |                           |            |

| Bahrain-Merida TBM                  | Bahrain-Merida TBM      | Bahrain-Merida TBM |
| ----------------------------------- | ----------------------- | ------------------ |
| Num                                 | Coureur                 | Pos                |
| 61                                  | Sonny Colbrelli (ITA)   | 124e               |
| 62                                  | Borut Božič (SLO)       | 131e               |
| 63                                  | Iván García (ESP)       | 122e               |
| 64                                  | Heinrich Haussler (AUS) | 49e                |
| 65                                  | Kristjan Koren (SLO)    | 84e                |
| 66                                  | David Per (SLO)         | 129e               |
| 67                                  | Luka Pibernik (SLO)     | 134e               |
| Directeur sportif : Tristan Hoffman |                         |                    |

| EF Education First-Drapac EFD     | EF Education First-Drapac EFD | EF Education First-Drapac EFD |
| --------------------------------- | ----------------------------- | ----------------------------- |
| Num                               | Coureur                       | Pos                           |
| 71                                | Sep Vanmarcke (BEL)           | 21e                           |
| 72                                | Mitchell Docker (AUS)         | AB                            |
| 73                                | Sebastian Langeveld (NED)     | 50e                           |
| 74                                | Daniel McLay (GBR)            | AB                            |
| 75                                | Sacha Modolo (ITA)            | 11e                           |
| 76                                | Taylor Phinney (USA)          | 136e                          |
| 77                                | Thomas Scully (NZL)           | 96e                           |
| Directeur sportif : Andreas Klier |                               |                               |

| Groupama-FDJ GFC                   | Groupama-FDJ GFC          | Groupama-FDJ GFC |
| ---------------------------------- | ------------------------- | ---------------- |
| Num                                | Coureur                   | Pos              |
| 81                                 | Arnaud Démare (FRA)       | 3e               |
| 82                                 | Davide Cimolai (ITA)      | AB               |
| 83                                 | Antoine Duchesne (CAN)    | 108e             |
| 84                                 | Jacopo Guarnieri (ITA)    | 87e              |
| 85                                 | Ignatas Konovalovas (LTU) | 85e              |
| 86                                 | Olivier Le Gac (FRA)      | 71e              |
| 87                                 | Ramon Sinkeldam (NED)     | 110e             |
| Directeur sportif : Martial Gayant |                           |                  |

| Mitchelton-Scott MTS               | Mitchelton-Scott MTS      | Mitchelton-Scott MTS |
| ---------------------------------- | ------------------------- | -------------------- |
| Num                                | Coureur                   | Pos                  |
| 91                                 | Matteo Trentin (ITA)      | 7e                   |
| 92                                 | Jack Bauer (NZL)          | 100e                 |
| 93                                 | Alexander Edmondson (AUS) | 101e                 |
| 94                                 | Mathew Hayman (AUS)       | 97e                  |
| 95                                 | Michael Hepburn (AUS)     | 132e                 |
| 96                                 | Luke Durbridge (AUS)      | 105e                 |
| 97                                 | Luka Mezgec (SLO)         | 23e                  |
| Directeur sportif : Matthew Wilson |                           |                      |

| Movistar MOV                                   | Movistar MOV           | Movistar MOV |
| ---------------------------------------------- | ---------------------- | ------------ |
| Num                                            | Coureur                | Pos          |
| 101                                            | Andrey Amador (CRC)    | 83e          |
| 102                                            | Jorge Arcas (ESP)      | 68e          |
| 103                                            | Carlos Barbero (ESP)   | 75e          |
| 104                                            | Daniele Bennati (ITA)  | AB           |
| 105                                            | Héctor Carretero (ESP) | 89e          |
| 106                                            | Nélson Oliveira (POR)  | 76e          |
| 107                                            | Jasha Sütterlin (GER)  | 33e          |
| Directeur sportif : José Vicente García Acosta |                        |              |

| Dimension Data DDD                          | Dimension Data DDD         | Dimension Data DDD |
| ------------------------------------------- | -------------------------- | ------------------ |
| Num                                         | Coureur                    | Pos                |
| 111                                         | Edvald Boasson Hagen (NOR) | 81e                |
| 112                                         | Ryan Gibbons (RSA)         | 53e                |
| 113                                         | Nicolas Dougall (RSA)      | 133e               |
| 114                                         | Benjamin King (USA)        | 106e               |
| 115                                         | Jay Robert Thomson (RSA)   | 111e               |
| 116                                         |                            |                    |
| 117                                         | Julien Vermote (BEL)       | 15e                |
| Directeur sportif : Jean-Pierre Heynderickx |                            |                    |

| Katusha-Alpecin TKA                 | Katusha-Alpecin TKA          | Katusha-Alpecin TKA |
| ----------------------------------- | ---------------------------- | ------------------- |
| Num                                 | Coureur                      | Pos                 |
| 121                                 | Tony Martin (GER)            | 28e                 |
| 122                                 | Jenthe Biermans (BEL)        | 130e                |
| 123                                 | Alex Dowsett (GBR)           | 128e                |
| 124                                 | José Gonçalves (POR)         | AB                  |
| 125                                 | Viatcheslav Kouznetsov (RUS) | 16e                 |
| 126                                 | Baptiste Planckaert (BEL)    | AB                  |
| 127                                 | Rick Zabel (GER)             | 54e                 |
| Directeur sportif : Torsten Schmidt |                              |                     |

| Lotto NL-Jumbo TLJ            | Lotto NL-Jumbo TLJ      | Lotto NL-Jumbo TLJ |
| ----------------------------- | ----------------------- | ------------------ |
| Num                           | Coureur                 | Pos                |
| 131                           | Dylan Groenewegen (NED) | 93e                |
| 132                           | Maarten Wynants (BEL)   | 92e                |
| 133                           | Tom Leezer (NED)        | 140e               |
| 134                           | Timo Roosen (NED)       | 38e                |
| 135                           | Jos van Emden (NED)     | 94e                |
| 136                           | Gijs Van Hoecke (BEL)   | 56e                |
| 137                           | Danny van Poppel (BEL)  | 42e                |
| Directeur sportif : Jan Boven |                         |                    |

| Sky SKY                            | Sky SKY                    | Sky SKY |
| ---------------------------------- | -------------------------- | ------- |
| Num                                | Coureur                    | Pos     |
| 141                                | Gianni Moscon (ITA)        | 45e     |
| 142                                | Owain Doull (GBR)          | 70e     |
| 143                                | Kristoffer Halvorsen (NOR) | 123e    |
| 144                                | Christian Knees (GER)      | 77e     |
| 145                                | Ian Stannard (GBR)         | 90e     |
| 146                                | Michał Gołaś (POL)         | 80e     |
| 147                                | Dylan van Baarle (NED)     | 99e     |
| Directeur sportif : Servais Knaven |                            |         |

| Sunweb SUN                    | Sunweb SUN             | Sunweb SUN |
| ----------------------------- | ---------------------- | ---------- |
| Num                           | Coureur                | Pos        |
| 151                           | Michael Matthews (AUS) | 13e        |
| 152                           | Nikias Arndt (GER)     | AB         |
| 153                           | Roy Curvers (NED)      | 66e        |
| 154                           | Lennard Hofstede (NED) | AB         |
| 155                           | Tom Stamsnijder (NED)  | AB         |
| 156                           | Mike Teunissen (NED)   | 34e        |
| 157                           | Edward Theuns (BEL)    | 32e        |
| Directeur sportif : Marc Reef |                        |            |

| Trek-Segafredo TFS             | Trek-Segafredo TFS   | Trek-Segafredo TFS |
| ------------------------------ | -------------------- | ------------------ |
| Num                            | Coureur              | Pos                |
| 161                            | Jasper Stuyven (BEL) | 9e                 |
| 162                            | Koen de Kort (NED)   | 36e                |
| 163                            | Kiel Reijnen (USA)   | AB                 |
| 164                            | Mads Pedersen (DEN)  | AB                 |
| 165                            | Grégory Rast (SUI)   | AB                 |
| 166                            | John Degenkolb (GER) | 48e                |
| 167                            | Boy van Poppel (NED) | 72e                |
| Directeur sportif : Dirk Demol |                      |                    |

| UAE Emirates UAD                 | UAE Emirates UAD         | UAE Emirates UAD |
| -------------------------------- | ------------------------ | ---------------- |
| Num                              | Coureur                  | Pos              |
| 171                              | Alexander Kristoff (NOR) | 25e              |
| 172                              | Sven Erik Bystrøm (NOR)  | AB               |
| 173                              | Simone Consonni (ITA)    | 88e              |
| 174                              | Filippo Ganna (ITA)      | 43e              |
| 175                              | Marco Marcato (ITA)      | 118e             |
| 176                              | Ben Swift (GBR)          | 127e             |
| 177                              | Oliviero Troia (ITA)     | 126e             |
| Directeur sportif : Mario Scirea |                          |                  |

| Sport Vlaanderen-Baloise SVB          | Sport Vlaanderen-Baloise SVB | Sport Vlaanderen-Baloise SVB |
| ------------------------------------- | ---------------------------- | ---------------------------- |
| Num                                   | Coureur                      | Pos                          |
| 181                                   | Amaury Capiot (BEL)          | AB                           |
| 182                                   | Christophe Noppe (BEL)       | 63e                          |
| 183                                   | Edward Planckaert (BEL)      | 58e                          |
| 184                                   | Dries Van Gestel (BEL)       | 35e                          |
| 185                                   | Preben Van Hecke (BEL)       | 27e                          |
| 186                                   | Kenneth Van Rooy (BEL)       | 104e                         |
| 187                                   | Jordi Warlop (BEL)           | AB                           |
| Directeur sportif : Walter Planckaert |                              |                              |

| Wanty-Groupe Gobert WGG                      | Wanty-Groupe Gobert WGG        | Wanty-Groupe Gobert WGG |
| -------------------------------------------- | ------------------------------ | ----------------------- |
| Num                                          | Coureur                        | Pos                     |
| 191                                          | Timothy Dupont (BEL)           | AB                      |
| 192                                          | Andrea Pasqualon (ITA)         | 30e                     |
| 193                                          | Mark McNally (GBR)             | 115e                    |
| 194                                          | Guillaume Van Keirsbulck (BEL) | 22e                     |
| 195                                          | Tom Devriendt (BEL)            | 91e                     |
| 196                                          | Pieter Vanspeybrouck (BEL)     | 137e                    |
| 197                                          | Yoann Offredo (FRA)            | AB                      |
| Directeur sportif : Hilaire Van der Schueren |                                |                         |

| Verandas Willems-Crelan VWC         | Verandas Willems-Crelan VWC | Verandas Willems-Crelan VWC |
| ----------------------------------- | --------------------------- | --------------------------- |
| Num                                 | Coureur                     | Pos                         |
| 201                                 | Wout van Aert (BEL)         | 10e                         |
| 202                                 | Senne Leysen (BEL)          | AB                          |
| 203                                 | Dries De Bondt (BEL)        | 148e                        |
| 204                                 | Huub Duyn (NED)             | 62e                         |
| 205                                 | Michael Goolaerts (BEL)     | 135e                        |
| 206                                 | Stijn Devolder (BEL)        | 67e                         |
| 207                                 | Zico Waeytens (BEL)         | 69e                         |
| Directeur sportif : Michiel Elijzen |                             |                             |

| WB-Aqua Protect-Veranclassic WVA     | WB-Aqua Protect-Veranclassic WVA | WB-Aqua Protect-Veranclassic WVA |
| ------------------------------------ | -------------------------------- | -------------------------------- |
| Num                                  | Coureur                          | Pos                              |
| 211                                  | Kenny Dehaes (BEL)               | 144e                             |
| 212                                  | Justin Jules (FRA)               | 29e                              |
| 213                                  | Jimmy Duquennoy (BEL)            | 86e                              |
| 214                                  | Alex Kirsch (LUX)                | 31e                              |
| 215                                  | Julien Stassen (BEL)             | 125e                             |
| 216                                  | Lukas Spengler (SUI)             | 113e                             |
| 217                                  | Maxime Vantomme (BEL)            | AB                               |
| Directeur sportif : Thierry Marichal |                                  |                                  |

| Cofidis COF                        | Cofidis COF               | Cofidis COF |
| ---------------------------------- | ------------------------- | ----------- |
| Num                                | Coureur                   | Pos         |
| 221                                | Christophe Laporte (FRA)  | 4e          |
| 222                                | Loïc Chetout (FRA)        | AB          |
| 223                                | Geoffrey Soupe (FRA)      | 114e        |
| 224                                | Cyril Lemoine (FRA)       | 98e         |
| 225                                | Michael Van Staeyen (BEL) | 119e        |
| 226                                | Bert Van Lerberghe (BEL)  | 37e         |
| 227                                | Kenneth Vanbilsen (BEL)   | 117e        |
| Directeur sportif : Alain Deloeuil |                           |             |

| Roompot-Nederlandse Loterij RNL   | Roompot-Nederlandse Loterij RNL | Roompot-Nederlandse Loterij RNL |
| --------------------------------- | ------------------------------- | ------------------------------- |
| Num                               | Coureur                         | Pos                             |
| 231                               | Wouter Wippert (NED)            | AB                              |
| 232                               | Floris Gerts (NED)              | 103e                            |
| 233                               | Pim Ligthart (NED)              | 82e                             |
| 234                               | Sjoerd van Ginneken (NED)       | 120e                            |
| 235                               | Brian van Goethem (NED)         | 19e                             |
| 236                               | Jan-Willem van Schip (NED)      | 12e                             |
| 237                               | Coen Vermeltfoort (NED)         | 51e                             |
| Directeur sportif : Erik Breukink |                                 |                                 |

| Vital Concept VCC                    | Vital Concept VCC    | Vital Concept VCC |
| ------------------------------------ | -------------------- | ----------------- |
| Num                                  | Coureur              | Pos               |
| 241                                  | Kris Boeckmans (BEL) | 147e              |
| 242                                  | Bryan Coquard (FRA)  | 141e              |
| 243                                  | Bert De Backer (BEL) | 112e              |
| 244                                  | Johan Le Bon (FRA)   | AB                |
| 245                                  | Jérémy Lecroq (FRA)  | 57e               |
| 246                                  | Julien Morice (FRA)  | 149e              |
| 247                                  | Tanguy Turgis (FRA)  | 109e              |
| Directeur sportif : Jimmy Engoulvent |                      |                   |